# Адамово (Велике Лаще)
Адамово (словен. Adamovo) — поселення в общині Велике Лаще, Осреднєсловенський регіон, Словенія. 
Висота над рівнем моря: 514,4 м.